# Gamma Piscium
Gamma Piscium (γ Psc / 6 Piscium / HD 219615) és el segon estel més brillant de la constel·lació dels Peixos, després de Kullat Nunu (η Piscium), amb magnitud aparent +3,70. No té nom propi habitual, però en l'astronomia xinesa, al costat de Fum al Samakah (β Piscium), θ Piscium, ι Piscium i ω Piscium, formava Peih Leih, «el llampec». S'hi troba a 131 anys llum de distància del sistema solar.
Gamma Piscium és un gegant groc-taronja de tipus espectral G9III —de vegades classificada com a K0— la temperatura superficial del qual és de 4.833 K. Amb una lluminositat 61 vegades major que la del Sol i un radi equivalent a 11 radis solars, és menys gran i lluminosa que altres gegants similars i més coneguts tals com Capella (α Aurigae), Vindemiatrix (ε Virginis) o Ain (ε Tauri). La seva massa és un 70% major que la massa solar i té una edat de 1.600 milions d'anys.
Potser la característica més notable de Gamma Piscium siga la velocitat a la qual es desplaça. Movent-se a més de tres quarts de segon d'arc per any, li correspon una velocitat real de 145 km/s, unes set vegades major que la major part dels estels locals. Això és indicatiu que Gamma Piscium és una visitant provinent d'una altra part de la galàxia, fora del fi disc que forma la Via Làctia on s'hi troba el Sol. Prova d'això és la seva baixa metal·licitat ([Fe/H] = -0,62), una quarta part de la solar, característica d'aquest tipus d'estels.